# KEWOG
Die Kommunale Entwicklungs- und Wohnungsbaugesellschaft mbH (KEWOG) ist ein Immobilienunternehmen aus der Oberpfälzer Stadt Tirschenreuth. Das Unternehmen wurde nach dem Zweiten Weltkrieg wegen großer Wohnungsnot gegründet und besitzt heute mehr als 1.500 Immobilien in Bayern und Hessen, sowie in Sachsen, Sachsen-Anhalt und Thüringen.

## Geschichte und Projekte
Die KEWOG wurde nach dem Zweiten Weltkrieg am 21. Juli 1949 von mehreren Kommunen im Landkreis Tirschenreuth gegründet. Sie errichtete vor allem in den 1950er Jahren Wohnhäuser und Gewerbeeinheiten. Seit der Grenzöffnung arbeitet man auch verstärkt in den neuen Bundesländern. Ende des Jahres 2008 befanden sich 1.545 Wohnobjekte und 85 Gewerbeeinheiten im Besitz der KEWOG.
Im hessischen Fulda wurde das Unternehmen mit dem Bau von 45 Eigentumswohnungen und der Koordination des Umzugs des Herz-Jesu-Krankenhauses beauftragt und in Unterföhring soll die KEWOG 36 Reihenhäuser erstellen.
Am Heilquellenkurbetrieb Sibyllenbad bei Bad Neualbenreuth ist ein Vier-Sterne-Hotel geplant.

## Gesellschafterstruktur
Die KEWOG verfügt über ein Stammkapital von 1.245.609 EUR. Die Gesellschafter setzten sich wie folgt zusammen:
- Eigene Anteile 34,3 %
- Landkreis Tirschenreuth 31,1 %
- 19 Städte und Gemeinden des Landkreises 26,2 %
- Sparkasse Oberpfalz Nord 6,4 %
- 22 Firmen und Privatpersonen 2,0 %